# Hespérien

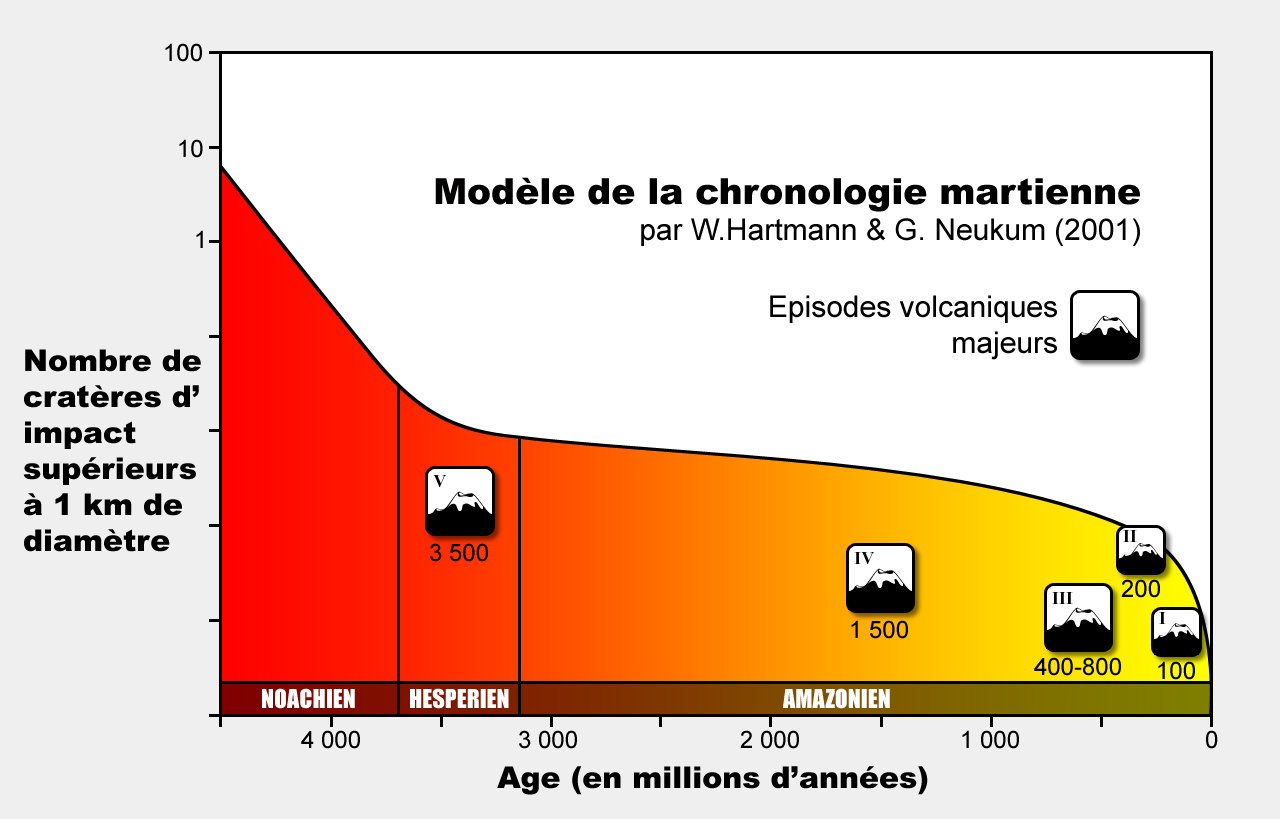
Époques géologiques de Mars selon l'échelle de Hartmann & Neukum, lHespérien correspondant aux dates comprises entre 3.7 et 3.2 milliards d'années avant le présent.

L’Hespérien est la deuxième des trois époques (ou le deuxième éon) de la géologie martienne — la suivante est l'Amazonien, caractérisé par l'oxydation anhydre du fer à la surface de la planète. Très sensiblement moins cratérisés que les terrains noachiens, les sols hespériens sont caractérisés par l'abondance des matériaux d'origine volcanique, roches ignées et cendres volcaniques notamment. Sur l'échelle des temps géologiques martiens, l'Hespérien désigne les époques comprises entre 3,7 et 3,2 milliards d'années avant le présent selon l'échelle de Hartmann & Neukum, mais entre 3,5 et seulement 1,8 milliard d'années selon l'échelle de Hartmann standard.

## Géographie et morphologie
Les terrains hespériens se situent principalement dans les régions volcaniques à l'interface entre les hautes terres noachiennes de l'hémisphère sud et les basses plaines amazoniennes de l'hémisphère nord, ainsi qu'au fond des bassins d'Hellas et d'Argyre.
La principale région volcanique martienne est le renflement de Tharsis et, au sud et à l'est de celui-ci, la région de hauts plateaux de Daedalia, Syria, Icaria, Solis, Bosporos, Thaumasia et Sinai ; ce haut plateau est profondément entaillé par le système de canyons de Valles Marineris au nord duquel il se prolonge par des plaines volcaniques plus basses (et plus anciennes), Lunae et Ophir. Cette région, géologiquement la plus complexe de la planète, est entourée au sud et à l'ouest par des relèvements qui comptent parmi les plus spectaculaires formations d'origine tectonique sur Mars.
Plus à l'ouest, au-delà d'Amazonis Planitia, s'étend Elysium Planitia, deuxième plus importante formation volcanique de la planète, au nord de Terra Cimmeria. Au sud-ouest de cette région, en direction d'Hellas Planitia, se trouve Hesperia Planum qui a donné son nom à l'éon et, au-delà d'Hellas, Malea Planum qui s'étire jusqu'à Sisyphi Planum. Enfin, à l'ouest d'Isidis Planitia se trouve Syrtis Major Planum.
Comme sur Terre, les volcans martiens se répartissent en deux grandes catégories : effusifs et explosifs. Les premiers sont de nature basaltique et forment les volcans boucliers gigantesques qui sont une caractéristique de la planète : Alba Mons et Olympus Mons, sur le renflement de Tharsis, comptent ainsi parmi les plus grandes structures de ce type dans le système solaire. Les seconds sont caractérisés par des laves visqueuses à tendance explosive dont les éruptions libèrent de grandes quantités de cendres qui s'accumulent en formant un dôme appelé tholus : c'est le cas, par exemple, de Ceraunius Tholus et d'Uranius Tholus, voisins d'Uranius Patera, un volcan semble-t-il contemporain d'Alba Mons mais dont le sommet paraît avoir explosé à la suite d'une éruption plinienne, laissant une caldeira très vaste par rapport à l'édifice volcanique.
Certaines régions présentent une morphologie évoquant un volcanisme fissural, notamment Syrtis Major Planum et surtout Hesperia Planum, avec des pentes particulièrement faibles et un système de caldeiras s'étirant dans une direction privilégiée.

## Échelle des temps géologiques martiens
La datation des événements géologiques martiens est une question non résolue à ce jour. Deux échelles des temps géologiques martiens sont actuellement utilisées, qui diffèrent l'une de l'autre de près d'un milliard et demi d'années. L'échelle de Hartmann « standard, » élaborée dans les années 1970 par l'astronome américain William Hartmann à partir de la densité et de la morphologie des cratères d'impact sur les sols martiens, conduit à des datations sensiblement plus récentes que l'échelle de Hartmann & Neukum, élaborée parallèlement par le planétologue allemand Gerhard Neukum à partir des observations fines de la caméra HRSC (dates en millions d'années) :
Cette seconde échelle est plus en phase avec le système stratigraphique proposé notamment par l'équipe de l'astrophysicien français Jean-Pierre Bibring de l'IAS à Orsay à partir des informations recueillies par l'instrument OMEGA de la sonde européenne Mars Express,, introduisant le terme « Theiikien » pour définir le deuxième éon martien, en raison de l'abondance des minéraux soufrés (le soufre se dit « τὸ θεΐον » en grec ancien) dans les terrains formés à cet éon ; le Theiikien correspondrait ainsi aux époques comprises entre 3,8 et 4,2 milliards d'années avant le présent. Toutefois, l'analyse détaillée des résultats d'OMEGA suggère en fait une discontinuité ente le Phyllosien et le Theiikien, faisant coïncider le début de ce dernier avec l'Hespérien tout en maintenant une durée moindre pour le Phyllosien que pour le Noachien, ce qui conduit du même coup à réajuster la définition des époques géologiques martiennes :
La discontinuité entre Phyllosien et Theiikien matérialiserait une transition catastrophique entre ces deux éons, soulignée par le concept de « grand bombardement tardif » — LHB en anglais — qui aurait frappé le système solaire intérieur entre 4,1 et 3,8 milliards d'années avant le présent, selon les estimations provenant d'échantillons lunaires et d'études fondées sur la surface de la planète Mercure. Mars étant à la fois plus proche que la Terre de la ceinture d'astéroïdes et dix fois moins massive que notre planète, ces impacts auraient été plus fréquents et plus catastrophiques sur la planète rouge, peut-être même à l'origine de la disparition de son champ magnétique global.

## Mars à l'Hespérien

### Impacts météoritiques
La fréquence et la taille des impacts météoritiques se seraient sensiblement réduites à l'Hespérien par rapport au Noachien. Les sols hespériens sont ainsi nettement moins cratérisés que les terrains noachiens, par exemple sur les flancs d'Alba Mons ou sur ceux de Tyrrhena Patera, deux structures a priori assez anciennes et situées pratiquement aux antipodes l'une de l'autre.

### Volcanisme
La discontinuité entre Phyllosien et Theiikien, qui coïnciderait plus ou moins avec les débuts de l'hypothétique « grand bombardement tardif » (LHB en anglais), matérialiserait en fait l'époque d'activité volcanique maximum, qui se prolongerait au Theiikien — et donc à l'Hespérien — en disparaissant progressivement au fur et à mesure que la planète aurait perdu l'essentiel de son activité interne. Une corrélation entre le volcanisme de l'Hespérien et les impacts cosmiques du Noachien n'est d'ailleurs pas à exclure. Ce volcanisme aurait atteint son maximum à la suite des impacts cosmiques massifs à la fin de l'éon précédent, et chacune des cinq régions volcaniques de la planète jouxte directement un bassin d'impact :
- le renflement de Tharsis, plus grande formation volcanique martienne, en bordure de l'hypothétique bassin boréal, plus grand bassin d'impact de la planète (et du système solaire), le bouclier d'Alba Mons étant, de surcroît, situé exactement aux antipodes d'Hellas Planitia ;
- la région d'Elysium Mons, en bordure d'Utopia Planitia et voisine des antipodes d'Argyre Planitia ;
- Malea Planum, en bordure sud-ouest d'Hellas Planitia, et Hesperia Planum en bordure nord-est, cette dernière région étant également voisine des antipodes de Chryse Planitia ;
- Syrtis Major Planum, en bordure d'Isidis Planitia.

Parmi ces volcans, Alba Mons compte peut-être parmi les plus anciens. Il s'agit d'une structure de 1 600 km de diamètre, plus large qu'Olympus Mons mais nettement moins élevée que ce dernier, culminant à environ 6 600 m d'altitude. Il présente des traces d'érosion rappelant celles laissées par les pluies sur les volcans hawaïens, et sa caldeira couverte de poussières lui donnent un aspect plutôt ancien. Les coulées de lave semblent à la fois fines et longues, témoignant d'une grande fluidité, avec très peu de cendres. Ce volcan s'est peut-être formé au Noachien, à la suite de l'impact à l'origine du bassin d'Hellas Planitia, mais son activité se serait surtout concentrée au milieu de l'Hespérien en se prolongeant au début de l'Amazonien. De l'autre côté de la planète, les plateaux volcaniques de Malea, d'Hesperia et de Syrtis Major se seraient formés à la même époque qu'Alba Mons.
Les autres volcans de Tharsis, et notamment Olympus Mons, ainsi que d'Elysium, seraient un peu plus tardifs et auraient été actifs de l'Hespérien à l'Amazonien, jusqu'à parfois des époques très récentes — seulement quelques centaines de millions d'années avant le présent pour certaines parties de leurs caldeiras.
Le tableau ci-dessous présente une synthèse synoptique des principaux volcans martiens et de la datation de leur formation lorsqu'elle a pu être déterminée à l'aide du taux de cratérisation relevé sur leurs différentes surfaces ; ces dates, lorsqu'elles sont estimées, se rapportent aux plus anciens terrains identifiés à la surface de chacun des volcans, ceux-ci s'étant nécessairement formés plus tôt, de sorte qu'il ne peut s'agir que d'une borne inférieure à l'âge de ces volcans — ce que traduit le signe « ≥ » :
| Volcan                                                 | Type         | Coordonnées         | Altitude  | Âge       | Localisation                                             |
| ------------------------------------------------------ | ------------ | ------------------- | --------- | --------- | -------------------------------------------------------- |
|                                                        |              |                     |           |           |                                                          |
| Alba Mons                                              | Bouclier     | 40,5° N et 250,4° E | ~ 6 600 m | ≥ 3,50 Ga | Marge nord-ouest du renflement de Tharsis.               |
|                                                        |              |                     |           |           |                                                          |
| Uranius Tholus                                         | Tholus       | 26,1° N et 262,3° E | ~ 4 500 m | ≥ 4,04 Ga | Groupe d'Uranius, nord du renflement de Tharsis.         |
| Ceraunius Tholus                                       | Tholus       | 24,0° N et 262,6° E | ~ 8 250 m | ≥ 3,75 Ga | Groupe d'Uranius, nord du renflement de Tharsis.         |
| Uranius Patera                                         | Patera       | 26,0° N et 267,0° E | ~ 6 500 m | ≥ 3,70 Ga | Groupe d'Uranius, nord du renflement de Tharsis.         |
|                                                        |              |                     |           |           |                                                          |
| Olympus Mons                                           | Bouclier     | 18,4° N et 226,0° E | 21 229 m  | ≥ 3,83 Ga | Point culminant de Mars, ouest du renflement de Tharsis. |
|                                                        |              |                     |           |           |                                                          |
| Tharsis Tholus                                         | Tholus       | 13,4° N et 269,2° E | ~ 8 750 m | ≥ 3,71 Ga | Volcan isolé au centre du renflement de Tharsis.         |
|                                                        |              |                     |           |           |                                                          |
| Jovis Tholus                                           | Tholus       | 18,2° N et 242,5° E | ~ 3 000 m | ≥ 3,70 Ga | Nord-ouest du renflement de Tharsis.                     |
|                                                        |              |                     |           |           |                                                          |
| Ulysses Tholus                                         | Tholus       | 2,9° N et 239,4° E  | ~ 5 500 m | ≥ 3,92 Ga | Ouest du renflement de Tharsis.                          |
| Biblis Tholus                                          | Tholus       | 2,7° N et 235,4° E  | ~ 7 000 m | ≥ 3,68 Ga | Ouest du renflement de Tharsis.                          |
|                                                        |              |                     |           |           |                                                          |
| Ascraeus Mons                                          | Bouclier     | 11,8° N et 255,5° E | 18 225 m  | ≥ 3,60 Ga | Tharsis Montes, centre du renflement de Tharsis.         |
| Pavonis Mons                                           | Bouclier     | 0,8° N et 246,6° E  | 14 058 m  | ≥ 3,56 Ga | Tharsis Montes, centre du renflement de Tharsis.         |
| Arsia Mons                                             | Bouclier     | 8,4° S et 238,9° E  | 17 761 m  | ≥ 3,54 Ga | Tharsis Montes, centre du renflement de Tharsis.         |
|                                                        |              |                     |           |           |                                                          |
| Apollinaris Mons                                       | Stratovolcan | 9,3° S et 174,4° E  | ~ 3 250 m | ≥ 3,81 Ga | Volcan isolé à l'extrême sud-est d'Elysium Planitia.     |
|                                                        |              |                     |           |           |                                                          |
| Elysium Mons                                           | Gris         | 24,8° N et 146,9° E | 14 028 m  | ≥ 3,65 Ga | Groupe principal au nord-ouest d'Elysium Planitia.       |
| Hecates Tholus                                         | Gris         | 32,1° N et 150,2° E | ~ 4 500 m | ≥ 3,40 Ga | Groupe principal au nord-ouest d'Elysium Planitia.       |
| Albor Tholus                                           | Gris         | 18,8° N et 150,4° E | ~ 3 750 m | ≥ 2,16 Ga | Groupe principal au nord-ouest d'Elysium Planitia.       |
|                                                        |              |                     |           |           |                                                          |
| Syrtis Major                                           | Fissure      | 7,9° N et 67,9° E   | ~ 2 000 m | ≥ 3,75 Ga | Plateau de Syrtis Major Planum.                          |
|                                                        |              |                     |           |           |                                                          |
| Tyrrhena Patera                                        | Fissure      | 21,1° S et 106,5° E | ~ 3 000 m | ≥ 3,98 Ga | Centre ouest d'Hesperia Planum.                          |
|                                                        |              |                     |           |           |                                                          |
| Hadriacus Mons                                         | Bouclier     | 32,1° S et 91,8° E  | ~ −250 m  | ≥ 3,90 Ga | Aux confins d'Hellas Planitia et d'Hesperia Planum.      |
|                                                        |              |                     |           |           |                                                          |
| Amphitrites Patera                                     | Bouclier     | 58,7° S et 60,9° E  | ~ 1 700 m | ≥ 3,75 Ga | Malea Planum, au sud-ouest d'Hellas Planitia.            |
| Peneus Patera                                          | Bouclier     | 57,8° S et 52,5° E  | ~ 1 000 m | n. d.     | Malea Planum, au sud-ouest d'Hellas Planitia.            |
| Malea Patera                                           | Bouclier     | 63,4° S et 51,9°& E | ~ 0 m     | n. d.     | Malea Planum, au sud-ouest d'Hellas Planitia.            |
| Pityusa Patera                                         | Bouclier     | 66,8° S et 36,9°& E | ~ 2 000 m | n. d.     | Malea Planum, au sud-ouest d'Hellas Planitia.            |
|                                                        |              |                     |           |           |                                                          |
| Identification et âge des principaux volcans martiens. |              |                     |           |           |                                                          |

En libérant d'importantes quantités de dioxyde de soufre SO2 dans l'atmosphère de Mars, l'activité volcanique soutenue de l'Hespérien serait à l'origine des sulfates hydratés, notamment de la kiesérite MgSO4•H2O et du gypse CaSO4•2H2O, qu'on retrouve dans les dépôts sédimentaires de cette époque, et qui sont à l'origine du nom — le « Theiikien » — de l'éon stratigraphique correspondant à l'Hespérien.

### Champ magnétique global et tectonique
Le champ magnétique rémanent de l'écorce martienne mesuré par Mars Global Surveyor montre que seules les régions les plus anciennes de la planète témoignent encore d'un paléomagnétisme significatif: les bassins d'Utopia, d'Hellas et d'Argyre sont ainsi totalement dépourvus de champ magnétique, ainsi que les grands massifs volcaniques de Tharsis et d'Elysium ; la région de Malea Planum est également amagnétique. En revanche, certaines régions hespériennes sont encore magnétisées : c'est ainsi le cas de Syrtis Major Planum et d'Hesperia Planum qui présentent d'ailleurs la même polarité. Ces différentes observations mènent à la conclusion que Mars avait perdu son champ magnétique global il y a au moins 3,8 milliards d'années, lors de la formation des grands bassins d'impact noachiens, raison pour laquelle ceux-ci sont amagnétiques. La présence d'une magnétisation autour de Syrtis Major et d'Hesperia pourrait être celle de terrains noachiens sous-jacents enfouis sous les matériaux hespériens.
Les hauts plateaux prolongeant le renflement de Tharsis vers le sud et l'est sont également magnétisés dans leur moitié sud, au niveau de Solis Planum et de Thaumasia Planum, appuyant leur interprétation comme une formation d'origine tectonique — la seule de cette ampleur sur Mars — issue d'un soulèvement et d'une translation (avec rotation dans le sens inverse des aiguilles d'une montre) peut-être provoqués par le même panache mantellique à l'origine des points chauds de Tharsis, des boursouflures de Syria Planum et des failles de Noctis Labyrinthus s'élargissant en Valles Marineris.

### Atmosphère et hydrosphère
On estime que Mars devait posséder, au Noachien, une atmosphère plus dense et plus chaude qu'aujourd'hui, exerçant une pression au sol plusieurs centaines de fois supérieure à la pression actuelle,. Une fraction importante de cette atmosphère aurait été soufflée dans l'espace lors des impacts d'astéroïdes du grand bombardement tardif, daté de la fin du Noachien, entre 4,1 et 3,8 milliards d'années avant le présent. Selon une théorie plutôt bien acceptée, ces impacts auraient « éteint » le champ magnétique global de Mars en réchauffant le manteau au point d'annuler le gradient thermique à l'origine des mouvements de convection au sein de la phase liquide du noyau, supposés être à l'origine du champ magnétique par effet dynamo.
La disparition de la magnétosphère aurait conduit à l'érosion progressive de l'atmosphère de Mars par le vent solaire, entraînant une lente baisse de la pression et de la température au sol. Ceci expliquerait la nature très différente des traces laissées par l'eau liquide sur les sols hespériens par rapport aux terrains noachiens : au lieu d'une multitude de lits de cours d'eau asséchés évoquant des bassins fluviaux au Noachien, on trouve plutôt à l'Hespérien de grandes structures éparses témoignant de coulées de boue catastrophiques souvent associées directement à une région volcanique. L'océan boréal, dont l'existence au Noachien est conjecturée depuis une vingtaine d'années, aurait cessé d'exister dès le début de l'Hespérien.
Tant que la pression atmosphérique est suffisante, l'eau liquide est susceptible d'exister à des températures très inférieures à 0 °C, notamment lorsqu'elle contient des chlorures ou de l'acide sulfurique H2SO4 — l'eutectique du mélange H2SO4•2H2O – H2SO4•3H2O gèle ainsi un peu en dessous de −20 °C, et celui du mélange H2SO4•6,5H2O – H2O gèle autour de 210 K, température légèrement inférieure à −60 °C, qui est la température moyenne actuelle sur Mars. La baisse progressive de la pression au sol aurait néanmoins conduit la majeure partie de l'eau martienne à s'évaporer et à se dissiper dans l'espace sous l'effet du vent solaire, de la dissociation photochimique par le rayonnement ultraviolet du Soleil, et de la faible gravité martienne.